# Soyuz TMA-03M
Soyuz TMA-03M foi uma missão espacial à Estação Espacial Internacional e a 112.ª missão de uma nave russa Soyuz. Ela foi lançada em 21 de dezembro de 2011 do Cosmódromo de Baikonur, levando três cosmonautas para integrarem a Expedição 30 e 31, missões de longa duração na estação. Foi a terceira viagem da moderna nave tipo TMA-M, substituta das antigas Soyuz-TMA.

## Tripulação
| Posição             | Astronauta     |
| ------------------- | -------------- |
| Comandante          | Oleg Kononenko |
| Engenheiro de voo 1 | André Kuipers  |
| Engenheiro de voo 2 | Donald Pettit  |

## Parâmetros da Missão
- Massa: 7.200 kg
- Perigeu: 375 km
- Apogeu: 405 km
- Inclinação: 51,60°
- Período orbital: 92,40 minutos

## Insígnia da missão
A insígnia da Expedição 30 foi desenhada por Luc van den Abeelen, baseada no desenho de Alena Gerasimova, de 11 anos, moradora de Petrozavodsk, na Rússia. A insígnia é a última baseada em desenhos de crianças russas, que participam de uma competição nacional iniciada no país desde o voo da Soyuz TMA-14, em março de 2009. Este projeto vinha sendo organizado pelo departamento de relações públicas da Roskosmos e na metade do ano de 2011 o Centro de Treinamento de Cosmonautas Yuri Gagarin passou a ser o responsável pelas futuras insígnias.

## Lançamento e acoplagem
A nave foi lançada de Baikonur às 17:16 (hora de Moscou - 13:16 UTC) de 21 de dezembro de 2011, usando um foguete  Soyuz-FG. Após um voo vertical de 528 s, a TMA-03M separou-se do terceiro estágio numa órbita de satélite. O lançamento ocorreu cerca de uma hora após o por do sol, sob uma temperatura de -18ºC. Ele foi visto em rede nacional de televisão, que transmitiu imagens da tripulação no interior da cápsula durante a subida para toda a Rússia.
Após dois dias em convergência de rotas e altitude, a acoplagem da nave com a ISS foi realizada em 23 de dezembro, com a conexão da TMA-03M com o módulo Rassvet, fixado na estrutura da ISS. A nave permaneceu acoplada à ISS servindo de veículo de escape de emergência durante toda a missão.

## Retorno
Após mais de seis meses participando das duas expedições, Kononenko, Pettit e Kuipers retornaram à Terra com a TMA-03, que pousou nas estepes do Casaquistão às 14:14 hora local, numa área remota perto da cidade de  Dzhezkazgan. A tripulação, que passou 193 dias no espaço, 191 deles a bordo da ISS, foi recebida pelas equipes de apoio da NASA e da Roskosmos.

## Galeria

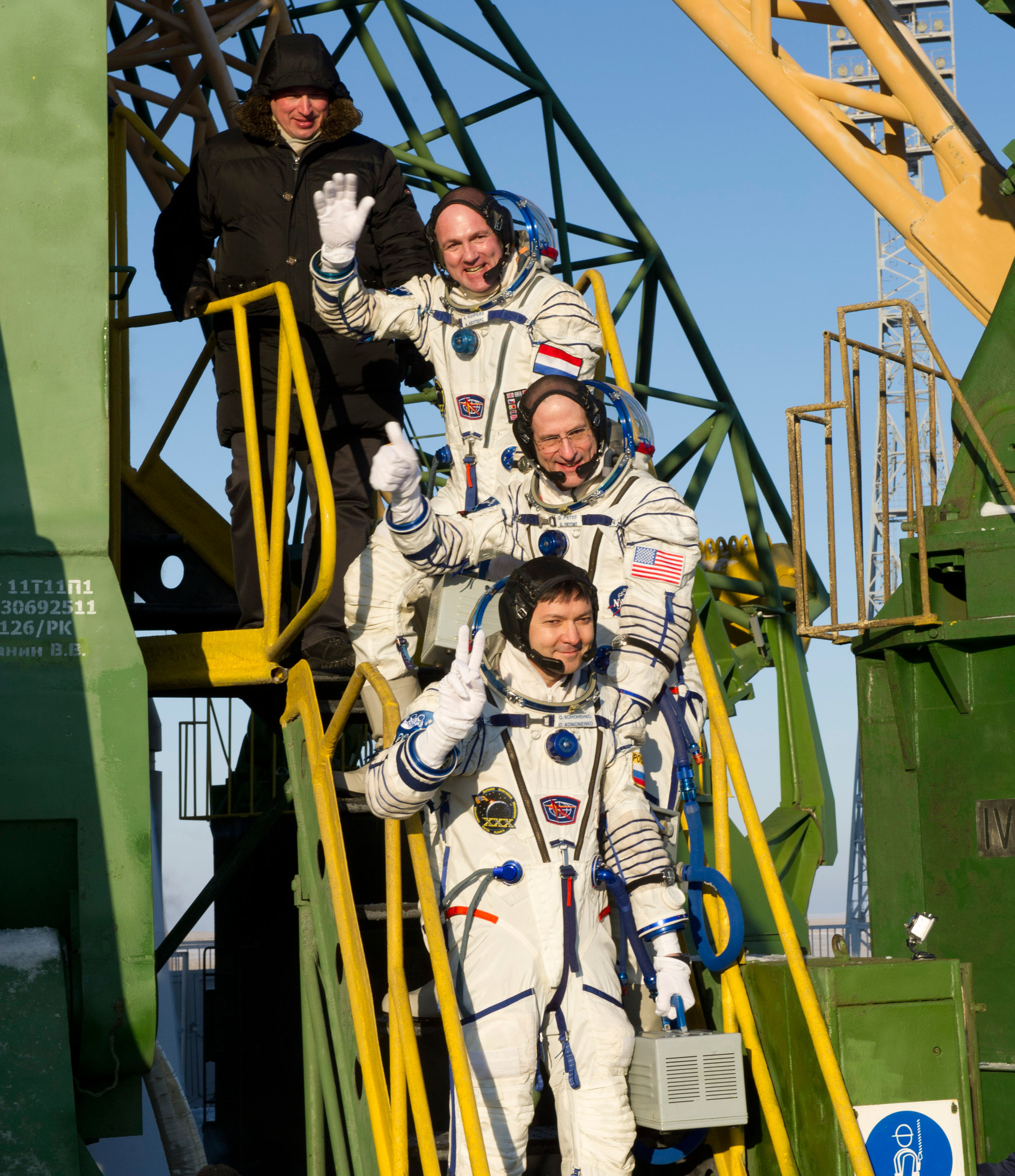
Em Baikonur, a tripulação despede-se da imprensa e da equipe de Terra antes de embarcar na nave.
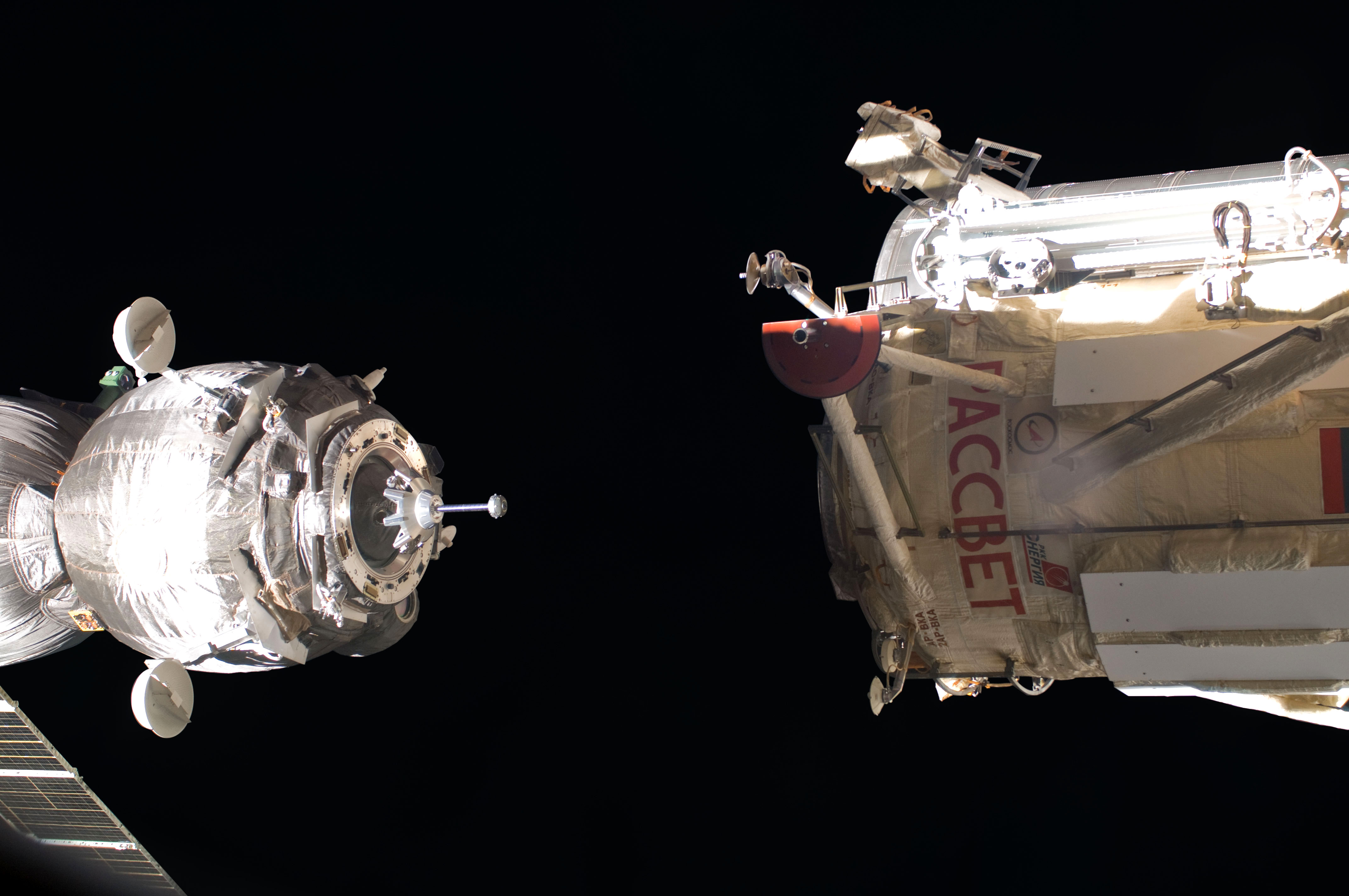
A Soyuz TMA-03M aproxima-se do módulo Rassvet na ISS nos momentos finais da acoplagem.
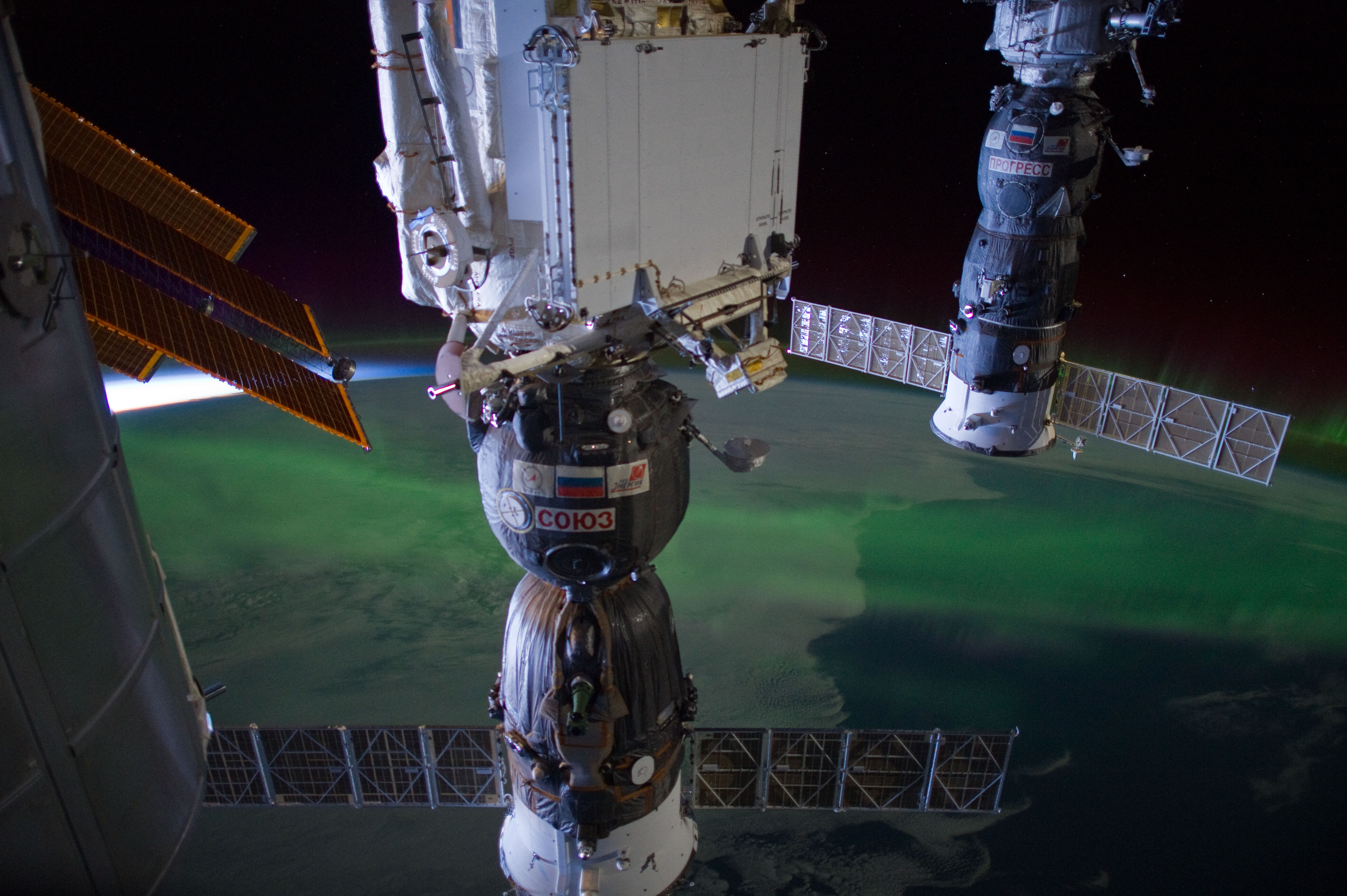
A nave acoplada na ISS junto à nave cargueira Progress M-14M.
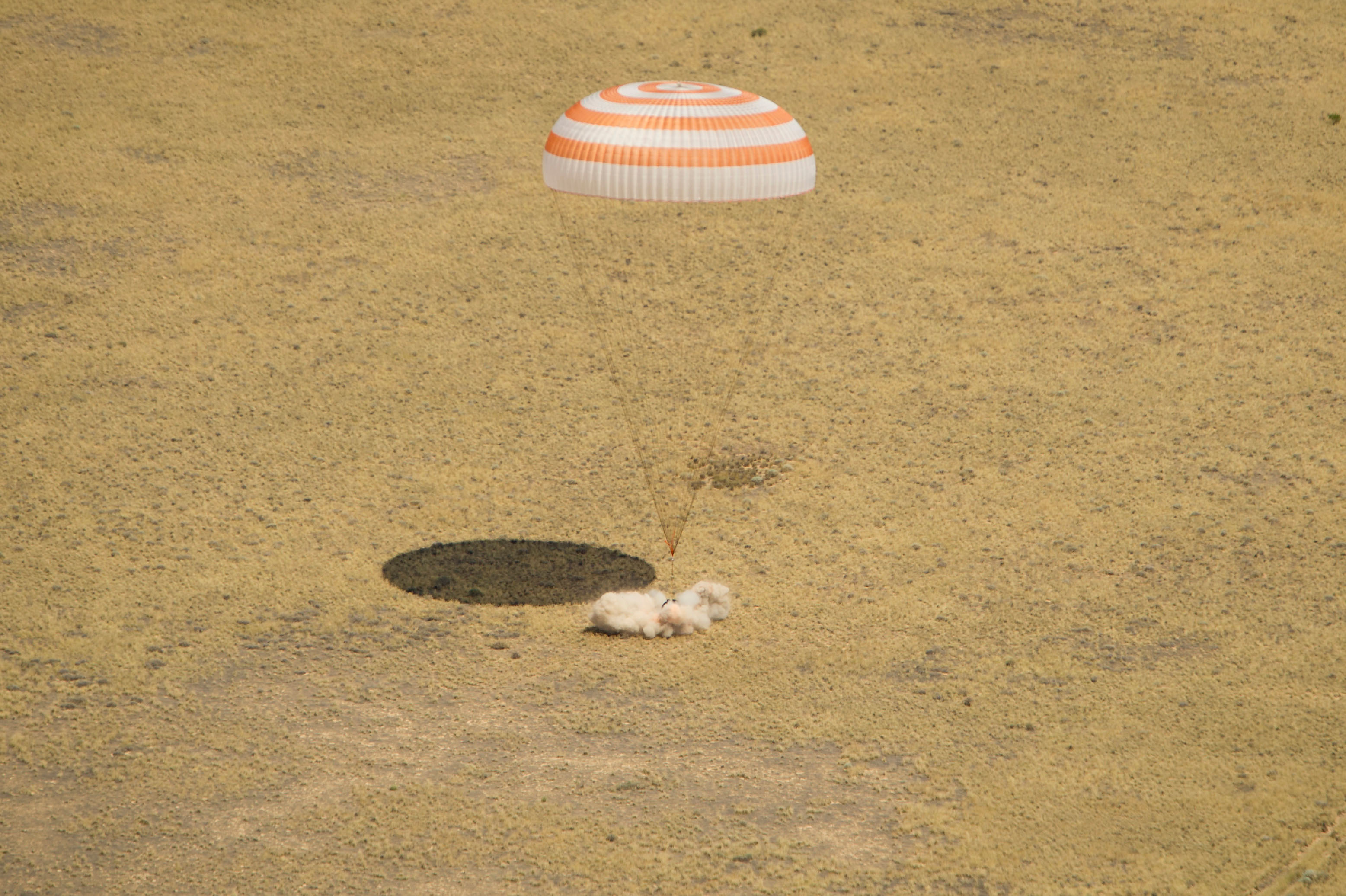
A TMA-03M pousa nas estepes do Casaquistão em 1 de julho de 2012.
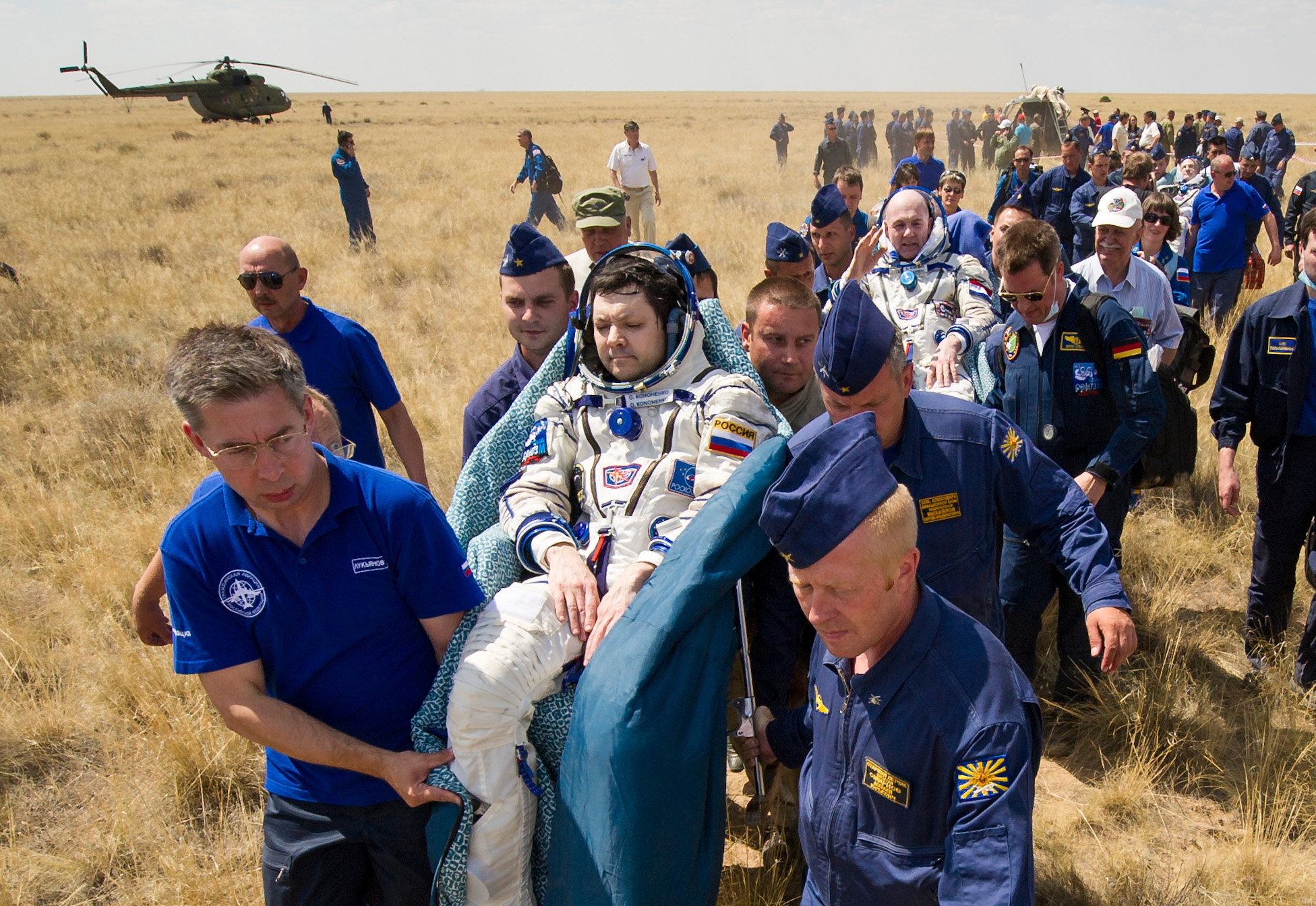
A tripulação assistida no solo pelas equipes de apoio.